# Маарів (газета)
Маарів (івр. מַעֲרִיב) — щоденна газета івритом, що виходить в Ізраїлі.
З неділі до четверга вона друкується під назвою «Маарів га-шавуа», тоді як видання на вихідні, що виходить в п’ятницю, називається «Маарів соф-га-шавуа» (івр. מַעֲרִיב סוּפְהַשָּׁבוע). Щоденна скорочена версія газети під назвою «Маарів га-бокер» (івр. מעריב הבוקר) розповсюджується безкоштовно щоранку протягом тижня. «Маарів га-бокер» є четвертою ізраїльською газетою за кількістю читачів (після «Ісраель гайом», «Єдіот ахронот» і «Га-Арец»).
З травня 2014 року співредакторами «Маарів» є Дорон Коен і Ґолан Бар-Йосеф. Окрім щоденної газети та додатків до неї, «Маарів» має мережу місцевих газет загальнонаціонального масштабу та відділ журналів.